# Sankt Andreas Bibliotek
Sankt Andreas Bibliotek er Det katolske Bispedømme Københavns offentlige teologiske bibliotek. Det stræber efter at give katolikker og andre interesserede mulighed for at studere de væsentlige aspekter af den katolske teologi samt at holde sig orienteret om den katolske teologis nyere udvikling. Læs mere om katolicisme under Den romerskkatolske kirke. 

## Bibliotekets historie
Den katolske tro blev ved reformationen 1536 forbudt i Danmark. Til trods for forbud og strenge straffe var der alligevel i hele perioden frem mod religionsfriheden i 1849 en undergrundsbevægelse, hvor bøger blev indført og brugt i det skjulte.
Biblioteket blev grundlagt 1648, da den spanske diplomat, grev Bernardino de Rebolledo, ankom til København for at tiltræde som gesandt hos kong Christian IV. Han medbragte mange bøger, især teologiske værker. En del af hans bibliotek blev sammen med gesandtskabskapellets liturgiske bøger overgivet til hans efterfølger. Denne samling vandrede indtil 1849 fra det ene katolske gesandtskab til det andet. Til trods for ca. 20 flytninger, en eller to brande, skiftende interesse fra de ansvarliges side og som regel en svag økonomi, er det bemærkelsesværdigt, at biblioteket har overlevet og været i udvikling siden grundlæggelsen. Det er sammen med Det Kongelige Bibliotek blandt de ældste biblioteker i Danmark.
Biblioteket har flere gange skiftet navn. Eksempelvis hed biblioteket i perioden 1905-1953 Det apostoliske Vikariats Bibliotek og fra 1953 Sankt Andreas Bibliotek. I 2007 blev biblioteket sammenlagt med Niels Steensens Bibliotek. Sankt Andreas Bibliotek ejes af Ansgarstiftelsen/Den katolske Kirke i Danmark. Biblioteket ledes af en bestyrelse, der refererer til biskoppen.

## Bogsamlingen
Sankt Andreas Biblioteks (SAB) ressourcer er unikke i Danmark. Hverken de akademiske biblioteker, specialbibliotekerne eller folkebibliotekerne har en lignende dækning af den katolske litteratur.
Samlingen dækker følgende områder:
- Den katolske Kirkes lære og standpunkter angående aktuelle teologiske, moralske og etiske problemstillinger.
- Dokumentation af Kirkens skrevne tradition (pavelige og konciliære dokumenter af enhver art, kirkefædre, kirkelærere, øvrige kirkelige forfattere fra oldkirken til nutiden, teologiske hovedværker, kirkehistorie, kirkeret, liturgi osv.).
- Faktuel information fra fagteologiske leksika og andre specialleksika.

Biblioteket råder over ca. 50.000 bind, og er det største offentligt tilgængelige katolske fagbibliotek i Norden. Det Kongelige Bibliotek opbevarer de største sjældenheder.

## Hvem bruger biblioteket?
Biblioteket retter sig såvel mod forskningen som den almene interesse for teologiske emner.
Sankt Andreas Biblioteks katalogdatabase drives af Det Kongelige Bibliotek, og kan benyttes via REX. SAB indgår endvidere i det danske interurbane lånesamarbejde. Det betyder at man via sit lokale bibliotek kan rekvirere bøger fra SAB. Alle kan låne på biblioteket mod forevisning af sygesikringsbevis og fotolegitimation.

## Forskning
Biblioteket er medlem af De Europæiske Teologiske Bibliotekers Forening og af Teologisk Biblioteks Netværk, som er et forum for bibliotekarer fra teologiske biblioteker i Danmark.
Dette netværk har gode kontaktflader til den teologiske forskning og undervisning.
Desuden samarbejdes der med den tyske og den franske katolske biblioteksforening.
Service

## Fagreferenter
Den akademisk uddannede bibliotekar yder i samarbejde med 8 tilknyttede fagreferenter vejledning og hjælp vedrørende litteratursøgning, besvarelse af emnemæssige forespørgsler og faktuelle spørgsmål.

## Bygningen på Gammel Kongevej
Bygningen er en af Gammel Kongevejs markante bygninger, og opført af garvermester C.W. Messerschmidt i tiden 1852-57. Foran bygningen var et fint lille haveanlæg og med udsigt, som i dag til Sankt Jørgens Sø, der dog dengang for det meste henlå som engområde og tjente som græsning for kvæg og kapunopdræt. I tidens løb beboedes ejendommen af især kunstnere inden for billedkunst og musik. I ejendommen, som blev overtaget af Ansgarstiftelsen 2002, findes Katolsk Bispekontor. Sankt Andreas Bibliotek ligger i stueetagen.

## Ekstern henvisning
- Den Katolske Kirke i Danmark
- Sankt Andreas Bibliotek

55°40′25″N 12°33′27″Ø / 55.67361°N 12.55750°Ø
|  | Denne artikel om en virksomhed kan blive bedre, hvis der indsættes et (bedre) billede. Du kan hjælpe ved at afsøge Wikimedia Commons for et passende billede eller lægge et op på Wikimedia Commons med en af de tilladte licenser og indsætte det i artiklen. |